# Schenkenländchen

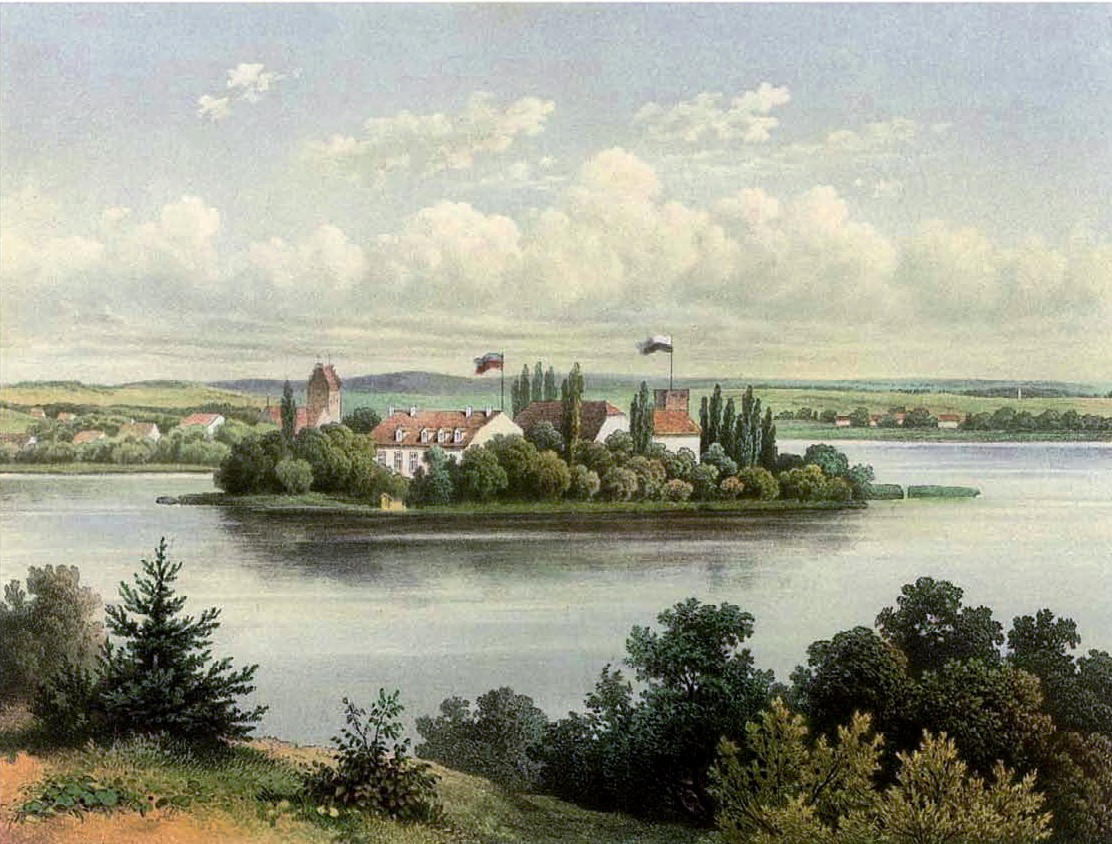
Schloss Teupitz

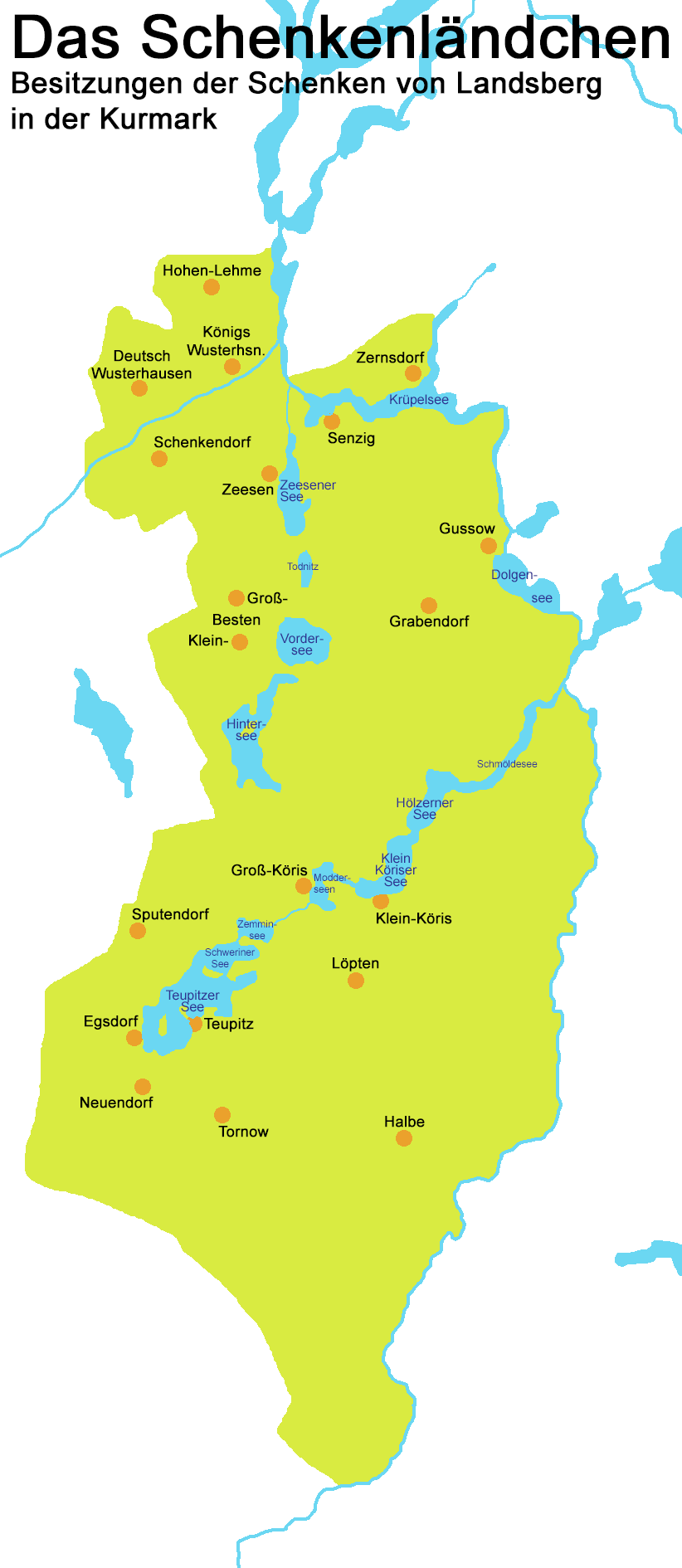
Einstige Ausdehnung des Schenkenländchen

Das Schenkenländchen ist ein historisches Gebiet in Brandenburg im Landkreis Dahme-Spreewald südöstlich von Berlin.
Der Name geht zurück auf das 14. Jahrhundert, in dem die Ritterfamilie der „Schenken von Landsberg und Seyda“ Dörfer bei Königs Wusterhausen erwarben. Seither wird das Gebiet südlich der Stadt „Schenkenländchen“ genannt. Es war rund vier Meilen lang und rund 1,5 Meilen breit. Die Ritterfamilie hatte ihren Sitz im Schloss Teupitz in der gleichnamigen Stadt Teupitz. Zu ihrem Einflussbereich gehörten die folgenden Ortschaften: Gräbendorf, Gussow, Pätz, Bestensee, Zernsdorf, Groß Köris und Klein Köris, Schwerin, Egsdorf, Sputendorf, Löpten, Tornow, Halbe, Körbiskrug und Neuendorf am See. In den 15 Dörfern waren 15 Bauernhufe ansässig, die je 45 magdeburgische Morgen bewirtschafteten. Weiterhin arbeiteten und lebten dort 157 Bauern und 81 Kötter. Daneben existieren insgesamt sieben Mühlen. In Löpten und Halbe wurde Schafzucht betrieben. Im Ortsteil Schenkendorf und im Schloss Schenkendorf des benachbarten Mittenwalde ist der Name ebenfalls erhalten.
Der weit verzweigte Adel hatte über diese Besitztümer hinaus die Herrschaft über die nachstehenden Orte: Königs Wusterhausen (etwa 1475–1670), Leuthen (etwa 1517–1721), Buchholz (etwa 1531–1167), Seyda (etwa 1363–1501), Sękowice (etwa 1311–1382). Hinzu kam ein vorübergehende Streubesitz, zum Beispiel in Calau, Werneuchen, Peitz und in Diedersdorf.
Zu den markantesten Bauten des damaligen Schenkenländchen zählen das Schloss Königs Wusterhausen, dessen Grundform auf die Schenken von Landsberg zurückgeht sowie das Schloss Groß Leuthen.
Das 1992 gegründete Amt Schenkenländchen mit Sitz in Teupitz umfasst verschiedene Dörfer des Ländchens. Die Landschaft ist durch die Seenlandschaft der Dahme geprägt und gehört zum Teil zum Naturpark Dahme-Heideseen.
Im Film Operation Walküre über das Attentat von Claus Graf Schenk von Stauffenberg mit Tom Cruise in der Hauptrolle dient das Schenkenländchen als Kulisse für Ostpreußen. In der Umgebung wurde für die Dreharbeiten auch die Wolfsschanze nachgebaut.